# Élections législatives fidjiennes de 1937
Des élections législatives se tiennent aux Fidji en juillet 1937.

## Contexte
Les Fidji à cette date sont une colonie de l'Empire britannique. Les élections initialement prévues pour 1935 sont reportées afin de permettre l'adoption et la mise en ouvert d'une réforme du Conseil législatif. Cette réforme maintient des listes électorales ethniques mais accorde la parité dans la représentation des trois (principaux) groupes ethniques de la colonie. Les Euro-Fidjiens, qui élisaient six représentants, n'en élisent plus que trois, le même nombre que les Indo-Fidjiens. Chacune de ces deux communautés dispose aussi de deux représentants nommés par le gouverneur. Les Fidjiens autochtones ont cinq représentants (contre trois précédemment), tous nommés par le gouverneur sur proposition du Grand Conseil des chefs. Le Conseil compte trente-et-un membres, dont quinze représentent ainsi les communautés du pays tandis que les seize autres, dont le gouverneur lui-même, siègent ex officio en tant que hauts fonctionnaires de l'administration coloniale.
Le droit de vote est fondé sur le suffrage censitaire masculin et s'acquiert à l'âge de 21 ans, les conditions de propriété pour l'accès au droit de vote étant toutefois moins contraignantes pour les Indo-Fidjiens que pour les Euro-Fidjiens.

## Résultats

### Par circonscription
Les résultats sont les suivants :

#### Sièges ethniques euro-fidjiens
Nord et ouest
| Parti | Parti | Candidat         | Voix | %    | Remarque      |
| ----- | ----- | ---------------- | ---- | ---- | ------------- |
|       | aucun | Hugh Ragg        | 255  | 55,9 | Réélu         |
|       | aucun | John Percy Bayly | 201  | 44,1 | Sortant battu |

Sud
| Parti | Parti | Candidat      | Voix             | % | Remarque |
| ----- | ----- | ------------- | ---------------- | - | -------- |
|       | aucun | Alport Barker | pas d'adversaire | - | Réélu    |

Est
| Parti | Parti | Candidat                     | Voix | %    | Remarque      |
| ----- | ----- | ---------------------------- | ---- | ---- | ------------- |
|       | aucun | Harold Brockett Gibson       | 143  | 55,2 | Élu           |
|       | aucun | William Willoughby-Tottenham | 116  | 44,8 | Sortant battu |

#### Sièges ethniques indo-fidjiens
Nord et ouest
| Parti | Parti | Candidat           | Voix | %    | Remarque |
| ----- | ----- | ------------------ | ---- | ---- | -------- |
|       | aucun | Chattur Singh (en) | 671  | 50,8 | Élu      |
|       | aucun | A.D. Patel         | 651  | 49,2 |          |

Sud
| Parti | Parti | Candidat   | Voix             | % | Remarque |
| ----- | ----- | ---------- | ---------------- | - | -------- |
|       | aucun | Vishnu Deo | pas d'adversaire | - | Élu      |

Est
| Parti | Parti | Candidat           | Voix | %    | Remarque |
| ----- | ----- | ------------------ | ---- | ---- | -------- |
|       | aucun | J. B. Tularam (en) | 132  | 52,8 | Élu      |
|       | aucun | Channa Bhai Patel  | 118  | 47,2 |          |

### Représentants ethniques nommés

#### Autochtones
Le gouverneur Sir Arthur Richards (en) nomme au Conseil législatif les cinq chefs autochtones suivants, les sélectionnant parmi ceux recommandés par le Grand Conseil des chefs :
| Nom | Nom                  | Remarque  |
| --- | -------------------- | --------- |
|     | Ratu Lala Sukuna     | Reconduit |
|     | Ratu Deve Toganivalu | Reconduit |
|     | Ratu George Tuisawau | Nommé     |
|     | Ratu Isireli Tawake  | Nommé     |
|     | Ratu Penijamini Veli | Nommé     |

#### Euro-Fidjiens
Le gouverneur nomme les deux membres suivants :
| Nom | Nom                   | Remarque |
| --- | --------------------- | -------- |
|     | Henry King Irving     | Nommé    |
|     | John Maynard Hedstrom | Nommé    |

#### Indo-Fidjiens
Le gouverneur nomme les deux membres suivants, la nomination de Said Hasan étant due à la demande d'Indo-Fidjiens musulmans d'avoir l'un des leurs au Conseil :
| Nom | Nom         | Remarque |
| --- | ----------- | -------- |
|     | Said Hasan  | Nommé    |
|     | K. B. Singh | Nommé    |

## Changements ultérieurs
John Maynard Hedstrom démissionne en décembre 1937 ; John Trotter est choisi pour lui succéder. Ratu Deve Toganivalu démissionne en 1938 ; Ratu Glanville Lalabalavu est nommé à sa succession. Ratu Penijamini Veli meurt en août 1938 ; Ratu Tiale Vuiyasawa est nommé à sa succession. 